# Karl Benz und sein Lebenswerk
Karl Benz und sein Lebenswerk ist ein großformatiges Buch (24 × 32 cm), das über Carl Benz und die Geschichte seiner Erfindungen im Automobilbereich erzählt. Es ist mit zahlreichen schwarz-weiß Abbildungen illustriert und mit einem goldgeprägten Ganzleinenband versehen. Es enthält ein farbiges, eingeklebtes Porträtbild (Frontispiz) nach einem Ölgemälde von Hans Toepper und wurde von der Daimler-Benz AG im Oktober 1953 in Stuttgart herausgegeben. Paul Siebertz war für die Texte und Bildanordnungen zuständig, die Lichtdrucke wurden von den Grafischen Kunstanstalten E. Schreiber angefertigt. Das Offizin des Buchdruckers Christian Scheufele übernahm die grafische Gestaltung und den Druck, der Einband wurde von der Johannes Mayer KG hergestellt.

## Beschreibung
Auf den 241 Seiten sind neben technischen Konstruktionszeichnungen und Detailaufnahmen von Automobilen und Originalteilen auch Handschriften und Patente abgedruckt.
Eingeleitet wird das Werk durch ein Geleitwort von Fritz Nallinger, gefolgt von der Einleitung: Karl Benz und die Verkehrsmotorisierung. Dort wird unter anderem angegeben, dass Benz im Winter 1982/1893 beim Kaiserlichen Patentamt (Wagen-Lenkvorrichtung mit tangential zu den Rädern zu stellenden Lenkkreisen) anmeldete, die ihm am 18. Februar 1893 geschützt wurde (DRP Nr. 73515).

„Aus Freude über diese Bewältigung eines technischen Problems, dessen Lösung ihn so viel Mühe gemacht hatte, nannte er seinen ersten mit Achsschenkel-Lenkung ausgestatteten Vierräder-Wagen Viktoria“

Im Sommer 1894 war es der Fabrikant Freiherr Theodor von Liebig (1872–1939) aus Reichenberg, der mit einem Benz Viktoria in Böhmen eine Probefahrt unternahm, die ihn über 2500 km über die Grenzen dreier Staaten führte, und er keinerlei Klagen vermeldete.
Erst danach folgen die eigentlichen Kapitel mit jeweiligen Unterteilungen.

## Inhalt
Benz Zweitaktmotoren, S. 20–34
- Eine Würdigung seiner Verdienste als Erfinder des ortsfesten Zweitaktmotors[3]

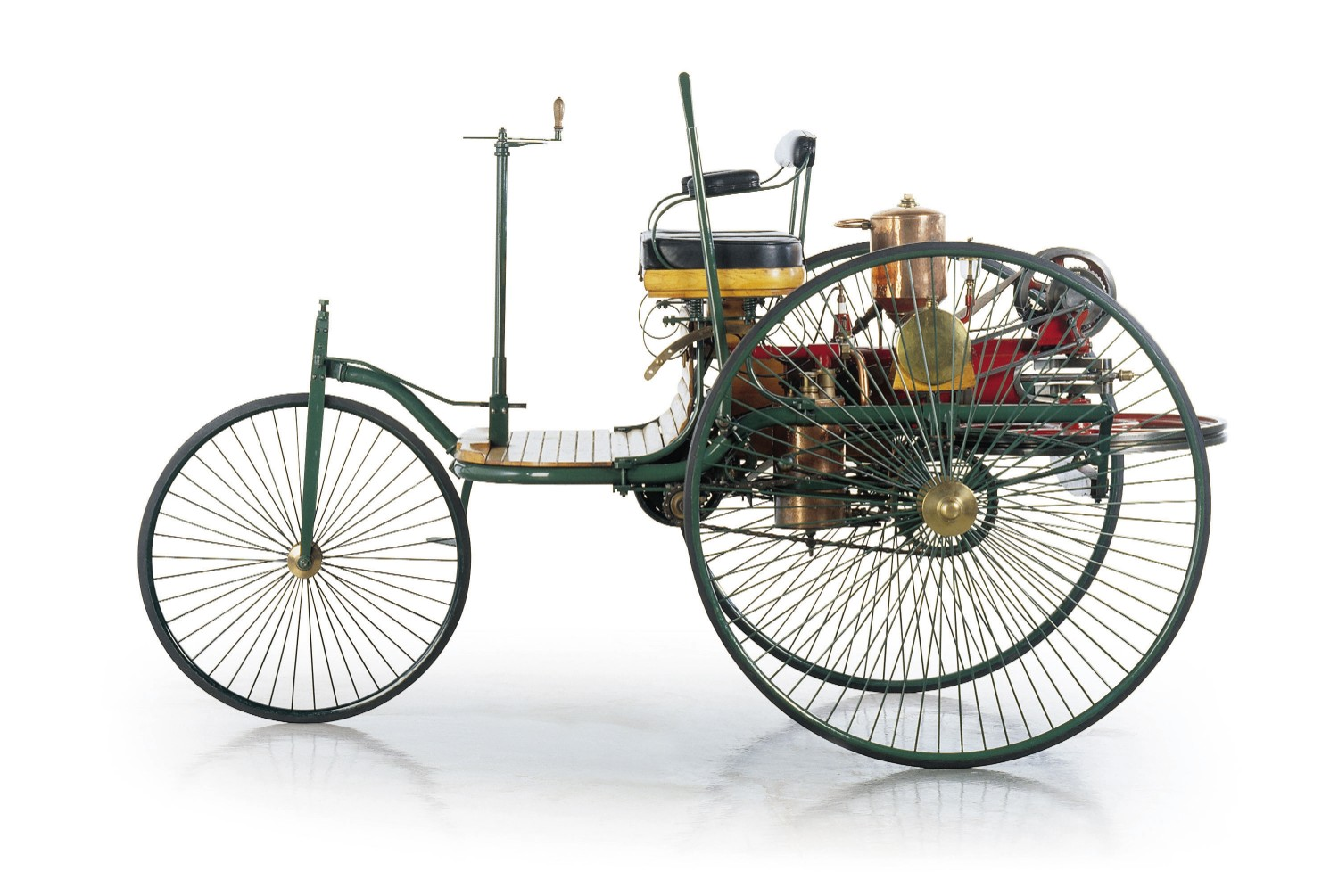
Patent-Motorwagen Nr.1

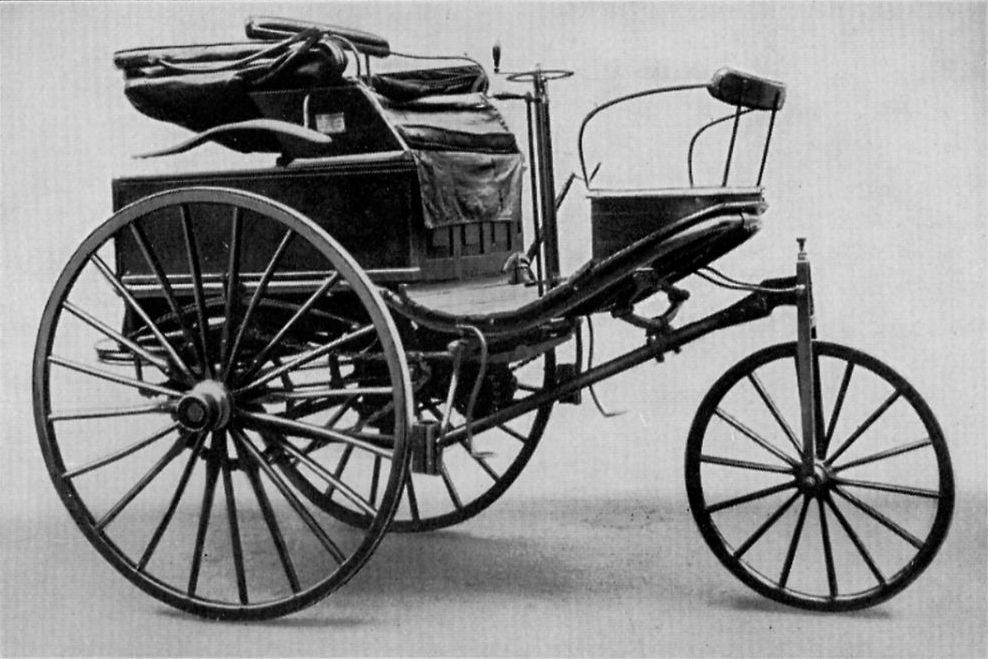
Patent-Motorwagen Nr.3

Die ersten Benz-Motorwagen, S. 36–54
- Beschreibung des Patent-Motorwagens Nr.1 mit Detailaufnahmen des „ersten Benz-Fahrzeug-Motors“, dazu heißt es: „Der Motor ist ein horizontal über der Hinterachse angeordneter Viertaktmotor; sein Einzylinder von 116 mm Hub entwickelt bei 250–300 U/min ungefähr 1,5 PS“[4] und der Einzelteile des Fahrzeugs, wie das aus Stahlrohren gefertigte Fahrgestell, die Lenkung, des Differentialgetriebes und des Hinterradantriebs, der Patentschrift und Zeichnungen.

Konstruktionen der Jahre 1886/88, S. 56–116
- Hier geht es insbesondere um die Patente DRP Nr. 42819 (Bandbremsen-Kupplung bei Wechselgetrieben mit konischen Rädern und Klauen-Kupplung), Nr. 43638 (Schwung-Kugel-Regulator), Nr. 43742 (Mechanismus für eine zweite Übersetzung des Planeten-Getriebes), Nr. 43826 (Neukonstruktion zur Behebung von Störungen durch senkrechte Schwankungen des Wagenoberteils), Nr. 57455 (Anordnung des Schwungrades, Kühler-System, Vergaser, Einrichtung für das Anlassen, Bremsen und Halten des Fahrzeugs) für Neuerungen und Erfindungen in den Jahren 1886 bis 1888 mit ganzseitigen Abbildungen. Beschrieben wird zudem ein Benz-Wagen aus dem Jahr 1888, der sich im Science Museum South Kensington befindet.
- Zudem sind zeitgenössische Berichte in Zeitschriften, zu Ausstellungen, Werbeschriften und Ähnliches abgedruckt. So wirbt die Benz & Cie, Rheinische Gasmotorenfabrik in Mannheim unter anderem damit, dass der Neue Patent-Motorwagen ein vollständiger Ersatz für Wagen mit Pferden sei, mit dem man sich den Kutscher, die teure Ausstattung, die Unterbringung und den Unterhalt der Pferde sparen könne. Der Wagen sei sofort betriebsbereit, bequem und absolut gefahrlos und die Betriebskosten seien sehr gering. Zudem wird die höchste Auszeichnung (Ehrendiplom) bei der Ausstellung 1888 in Glogau angegeben.

Bis zum Viktoria-Wagen, S. 118–136

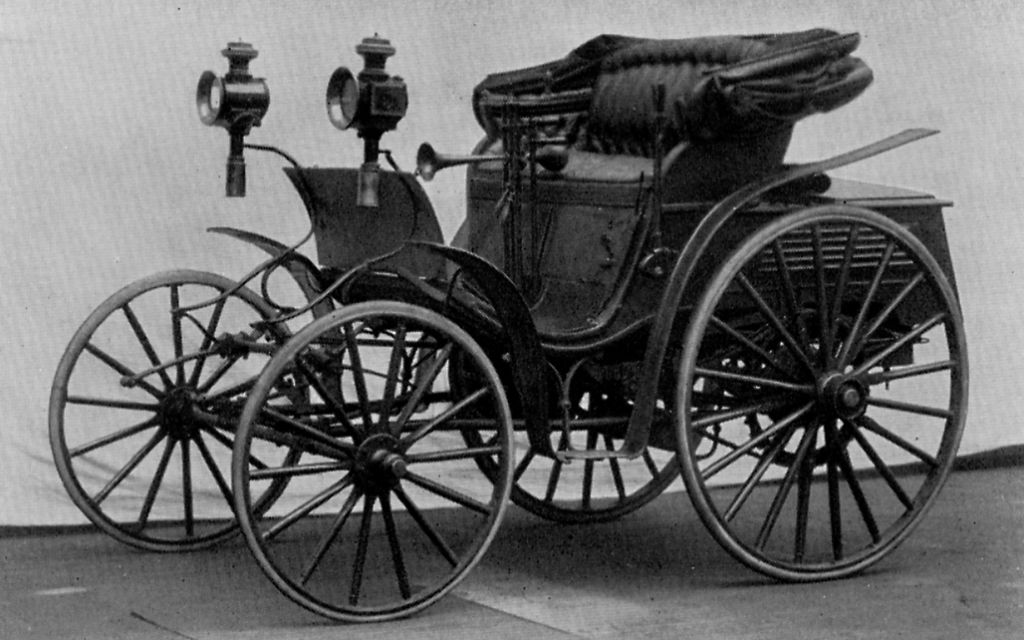
Benz „Viktoria“

- Beschreibung der Entwicklung bis hin zum Benz-Viktoria. Es sind wiederum Patentschriften abgedruckt, aber auch ein Foto des ersten Pfahler-Benz-Motorbootes von Jakob Pfahler, mit mehreren Passagieren auf der Spree.[5] Auch im Bereich der Schiffsantriebe ließ er sich Erfindungen patentieren, so beispielsweise mit dem DRP Nr. 46612 (Kraftübertragungs- und Umsteuerungs-Vorrichtung für Schiffe mit Petroleum-Kraftmaschinen).
- Benz beschäftigte sich in dieser Zeit intensiv mit der Problematik der Lenkung von vierrädrigen Fahrzeugen. Das unter DRP Nr. 73515 erteilte Patent zeigt die Neuerung bei der nicht die komplette Achse des Fahrzeugs bei der Lenkung gedreht wird, sondern nur die Räder der Vorderachse (Achsschenkellenkung). Dazu sind Zeichnungen und Werbung mit Preisangaben und Ausstattungsdetails enthalten sowie ein Bericht der ersten Dreiländerfahrt des Barons von Liebig mit Fotografien von der Reise. Zuletzt ist noch eine Fahrerlaubnis aus dem Jahr 1885 abgedruckt.

Die ersten Fahrten und die Polizei, S. 138–148
- Hier geht es um die ersten Erfahrungen mit der Polizei und der Reaktion auf selbstfahrende Fahrzeuge. Die Probefahrten seiner Mitarbeiter sorgten insbesondere dadurch zu Verärgerung, denn diese „machten sich nämlich ein besonderes Vergnügen daraus, mit schneidigstem Tempo an Polizisten vorüberzusausen“[6] Dies führte dazu, dass Benz vom Bezirksamt Mannheim vorgeladen wurde. Er erreichte es, dass zunächst im Jahr 1888 Genehmigungen für Fahrversuche im Raum Mannheim erteilt wurden. Im am 30. November 1893 erhielt er vom Ministerium des Inneren die auf ein Jahr befristete „Genehmigungs-Urkunde zum Befahren der öffentlichen Straßen und Wege des Großherzogtums mit dem Patent-Motorwagen Benz“[6]

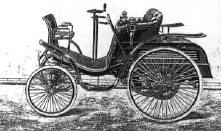
Benz Velo „Comfortable“

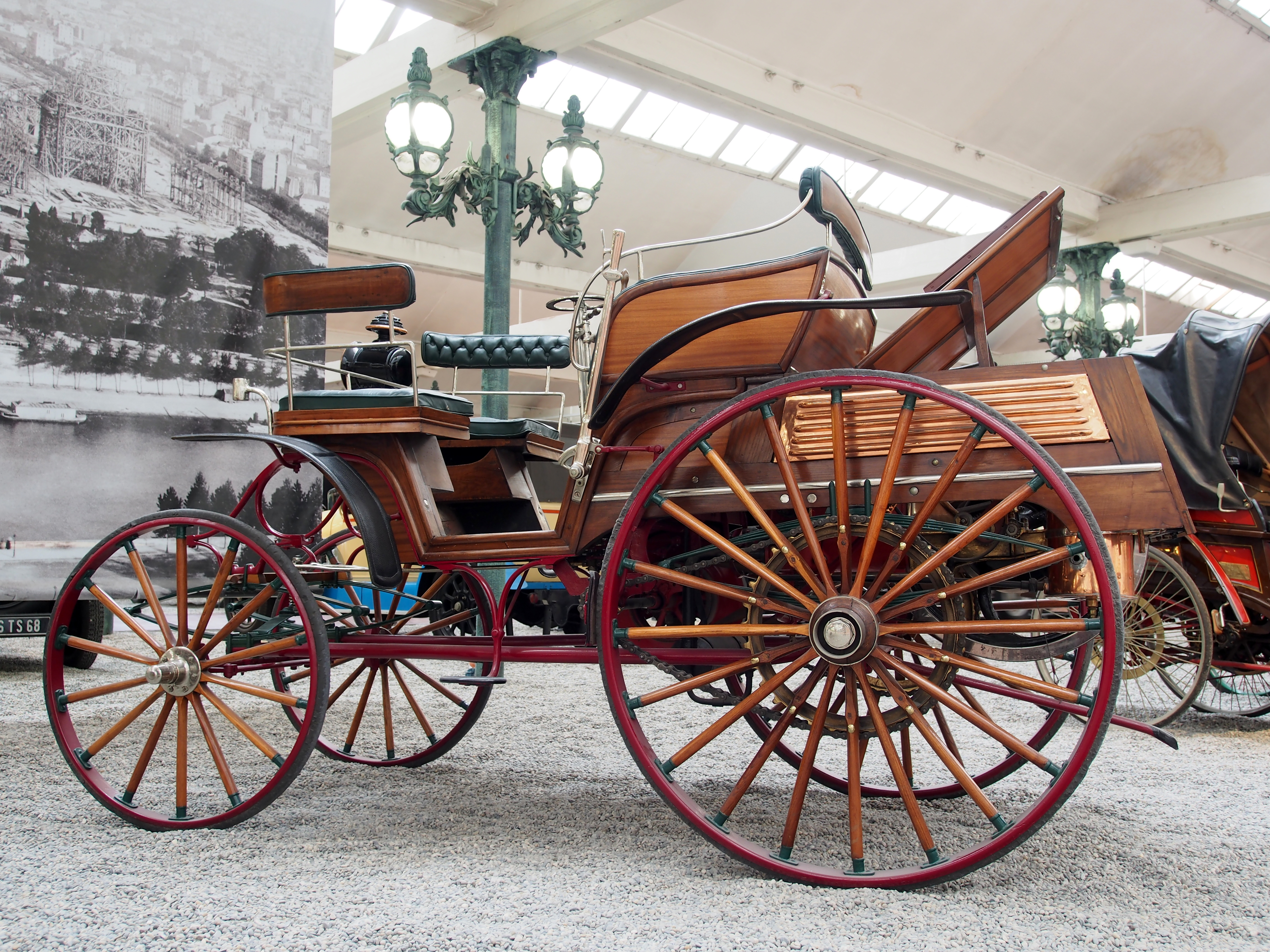
Benz „Vis-à-vis“

Benz-Wagen von 1893–1900, S. 150–168
- Auf den Benz-Viktoria folgte der Benz-Motor „Velociped“, ein für die breiteren Volksschichten entwickeltes Fahrzeug. Beschreibungen des Benz „Phaeton“, der bereits für bis zu vier Personen ausgelegt war und des Benz „Vis-à-vis“ mit Vollgummibereifung.
- Benz stellte bis 1897 nur Fahrzeuge mit Einzylindermotor her. Danach versuchte er durch die Kopplung zweier Einzylindermotoren einen Mehrzylindermotor (Zwillingsmotor)[7] zu verwirklichen, der in nur wenigen Fahrzeugen ausgeliefert wurde.
- Noch im selben Jahr fand er mit dem „Kontra-Motor mit gegenüberliegenden Zylindern“[8] eine bessere Lösung. Es folgte der Benz Dos-à-Dos mit Zweizylindermotoren und es wurden nun auch Fahrzeuge für bis zu sechs Personen angeboten, wie der Benz „Landauer“.
- Eine Seite (25. Oktober bis 1. Dezember) aus dem Auslieferungsverzeichnis vom 20. September 1894 bis zum 22. September 1895 gibt Auskunft darüber, wohin und an wen Fahrzeuge geliefert wurden. Dazu die Daten der Bestellung, beispielsweise der Zusatzausstattung. Zwei der Fahrzeuge gingen nach Paris, die weiteren vier nach Straßburg, Gernsbach, Hildesheim und München.

1900–1903, S. 170–180

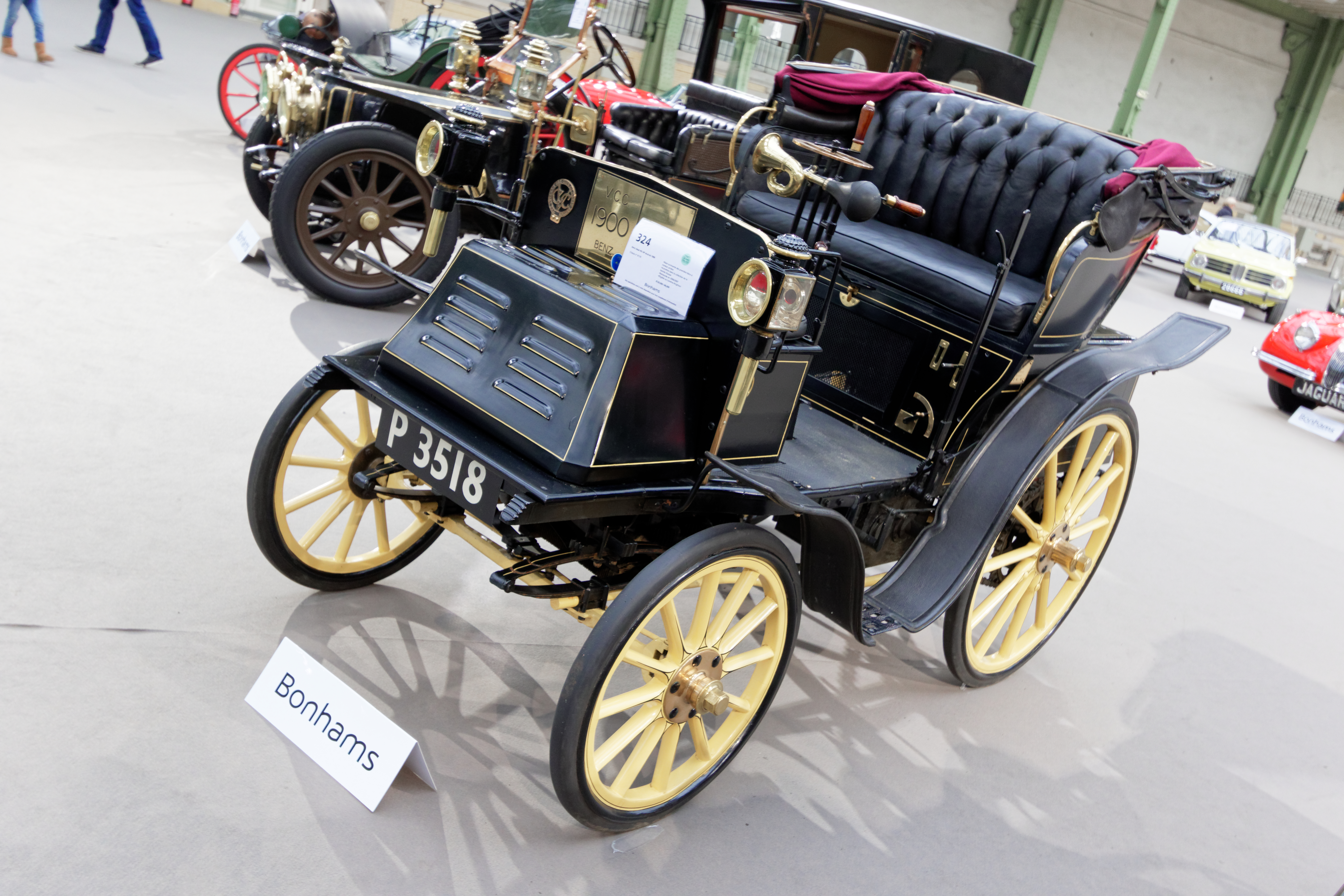
Benz „Ideal“ mit Kühlerkasten

- Im Jahr 1900 wurde der Benz Kleinwagen „Ideal“ mit Zahnradvorgelege gefertigt und zudem als Luxusmodell der Benz „Spider“, der mit seinem Kontramotor auf ebener Straße eine Geschwindigkeit von bis zu 50 km/h erreichte. Beide hatten einen kastenförmigen Aufbau über der Vorderachse, in dem sich der Kühlwasserbehälter befand. Hatte sich der Motor bisher immer im Bereich der Hinterachse befunden, so änderte Benz dies mit der Baureihe Benz „Tonneau“ und Benz „Elegant Tonneau“.
- In den Jahren bis 1905 wurden zahlreiche Sondermodelle gefertigt. Darunter auch eine Sonderanfertigung nach den Wünschen des Königs Leopold II. von Belgien. Dieses Modell wurde Benz „Duc“ genannt. Er war komfortabel für zwei Personen ausgestattet und verfügte über einen zusätzlichen Dienersitz. Zudem besaß er Pneumatikreifen und konnte Steigungen bis zu 20 % bewältigen. Der Entwurf der Karosserie stammte dabei vom König selbst mit eine sehr hohen Rückwand versehen.
- Weitere Modelle waren der Benz „Charrette“ (1901), der sechs Personen Platz bot, der Benz „Break“ (1901) für bis zu acht Personen mit abnehmbarem Sonnendach und wasserdichten Vorhängen, und der Benz „Mylord-Coupé“ (1897) für bis zu sechs Personen mit abnehmbarem Glasaufbau.[9]
- Im Jahr 1901 kam es zu einem Zerwürfnis mit Julius Ganß seinem Mitgesellschafter bei der Benz & Cie. Dieser hatte eigenmächtig den Chef des Konstruktionsbüros in Mannheim mit der Konstruktion eines Fahrzeugs beauftragt, „das den modernen Anschauungen entspräche“[10] Das Ergebnis war der „Zweizylinder-Parsifal-Phaeton“ mit 12 bis 14 PS, bei dem die endgültige Abkehr von den Anklängen an die Kutschenwagenform vollzogen wurde, wie sie bei den Mercedeswagen der Daimler-Motoren-Gesellschaft bereits umgesetzt worden war. Benz trat daraufhin zunächst aus dem Vorstand der Firma aus und wurde am 21. April 1903 aus dem Handelsregister ausgetragen. Er kehrte jedoch im Sommer 1904 wieder in den Aufsichtsrat zurück. Der Benz „Parsifal“ diente auch als Grundgerüst für einen 60 PS Rennwagen.[11]

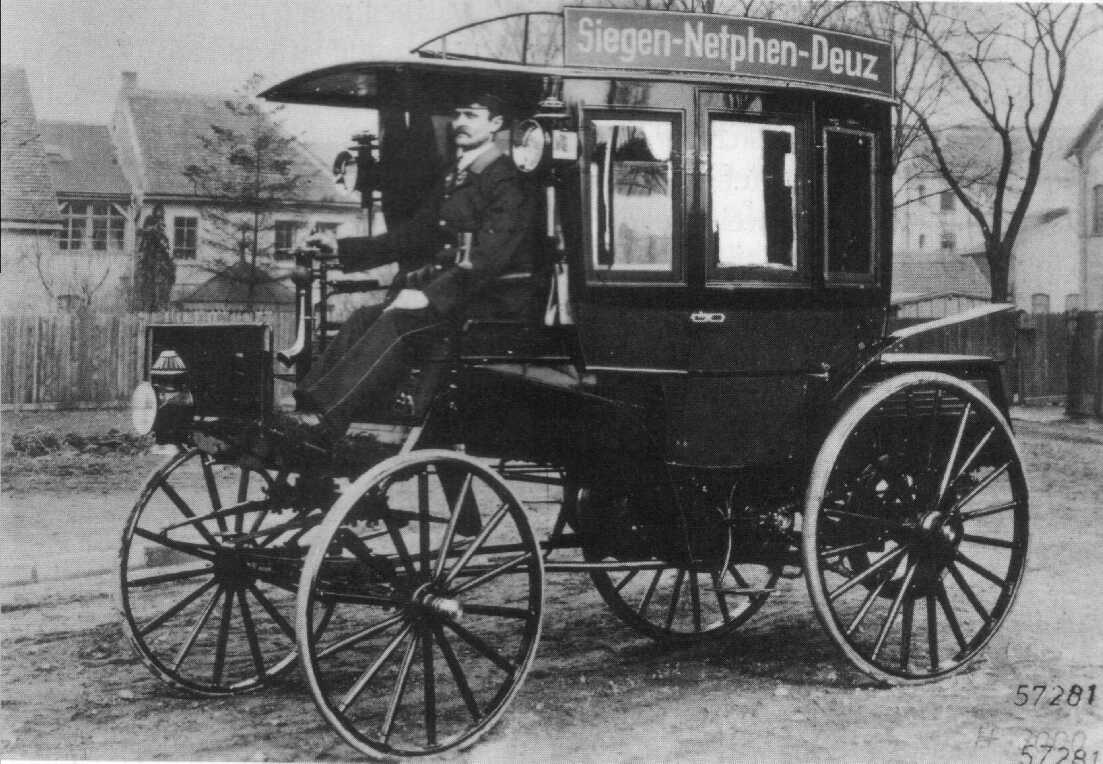
Banz „Landauer“ als Überland-Omnibus

Omnibus Liefer- und Lastwagen, S. 182–188
- Bereits der Benz „Viktoria“ wurde von der Münchner Firma Kathreiner’s Kneipp–Malzkaffee für Werbezewche mit einem Schriftzug versehen und als Lieferwagen verwendet. Das erste als Lieferwagen konzipierte Fahrzeug wurde von Benz 1896 auf dem Chassis des Viktoria für das Pariser Warenhaus „Du Bon Marché“ entwickelt. Er pries diese Fahrzeuge als „größte Reklame für jedes bedeutende Geschaft“[12] an. Dabei verfügte das Fahrzeug über einen großen, geschlossenen Aufbau für die Ladung hinter dem Fahrersitz.
- Auch im Bereich Überlandverkehr hatte Benz bereits im März und im Juni zwei Benz „Landauer“ für die Netphener Omnibusgesellschaft ausgeliefert. Dies geschah, bevor Gottlieb Daimler motorgetriebene Omnibusse für den Überlandverkehr in einer eigenen Produktion fertigte.
- Seit 1897 wurden Motorlastwagen in unterschiedlichen Ausstattungen und Größen ausgeliefert, deren Motor sich in liegender Form unter dem Fahrersitz befand. Spezielle Lastwagen waren die Mannschaftstransportwagen von 1902, die auf dem Aufbau des „Elegant Tonneau“ basierten.

Wettbewerbe in automobilistischer Frühzeit, S. 190–196
- Obwohl sich Benz gegen hohe Geschwindigkeiten seiner Wagen ausgesprochen hatte, beteiligte sich Émile Roger am 22. Juli 1894 am ersten Internationalen Wettbewerb für Wagen ohne Pferde (Paris–Rouen 1894). Er startete dabei mit seinem Roger mit der Nummer 85 von insgesamt 102 Teilnehmern und erreichte den 5. Preis, für die gelungenen Änderungen am Petroleumwagen, die er vorgenommen hatte.
- Da in den Presseberichten nicht von Benz-Wagen geschrieben wurde, entschied er sich im Folgejahr mit zwei eigenen Fahrzeugen am nächsten Wettbewerb Paris–Bordeaux–Paris teilzunehmen. Seine Fahrer waren Hans Thum und Fritz Held, die sich in einem Benz „Vis-à-Vis“ abwechselten. Auch das zweite Fahrzeug von Benz war unter den 8 Teilnehmern, die das Ziel in der vorgegebenen Zeit erreichten. Für das Rennen Paris–Marseille–Paris schickte er zwei eigens dafür gefertigte Wagen ins Rennen, dabei erreichten sie den 7. (Meister Axmann/Fritz Held im „Phaeton“) und 8. Platz (Eugen Benz/Fritz Erle im „Vis-à-Vis“). Es folgten nun regelmäßige Teilnahmen an Wettbewerben, so unter anderem an der erste in Deutschland von Kraftwagen gefahrene Wettbewerb am 24. Mai 1898 (Berlin–Potsdam–Berlin, Platz 2 und 3) und die Fernfahrt Berlin–Leipzig–Berlin vom 25. bis 27. Mai 1898 oder das erste internationale Bahnrennen in Frankfurt am Main am 29. Juni 1900.

Benz-Wagen im Ausland, S. 198–214
- Der erste Abnehmer und Vertragshändler wurde Émile Roger, mit dem Benz bereits seit einigen Jahren im Bereich der Motoren in Verbindung stand. Dieser war persönlich um 1888 nach Mannheim gekommen, um sich die Fahrzeuge anzusehen und eine Probefahrt zu unternehmen. Er übernahm zunächst den Alleinvertrieb von Benz-Wagen in Frankreich und dem übrigen Ausland. Allerdings importierte er lediglich die Motoren und wesentliche Teile, die er dann auf einem eigenen Chassis montierte, da der Zoll für komplette Fahrzeuge den Preis derart verteuert hätte, dass sie unverkäuflich wären. In England importierte später Henry Hewetson Benz-Wagen und nach der Weltausstellung in Chikago wurde schnell auch der amerikanische Markt erschlossen. Eine Fotografie des ersten Fahrzeugs in Amerika war bereits am 16. November in der Zeitschrift Scientific American abgedruckt.

Marksteine der Weiterentwicklung bei den Benz-Werken, S. 216–228
- Hier folgen noch einige Abbildungen und Beschreibungen von Sportwagen und Funktionsfahrzeugen, Lastwagen und Omnibussen des Werkes Benz-Gaggenau, darunter Krankenwagen und Feuerwehrdrehleiterfahrzeug.
- Anschließend folgen noch die Entwicklungen im Bereich der Flugzeugmotoren und noch einige Patentschriften.

Ehrungen des Meisters, S. 230–233

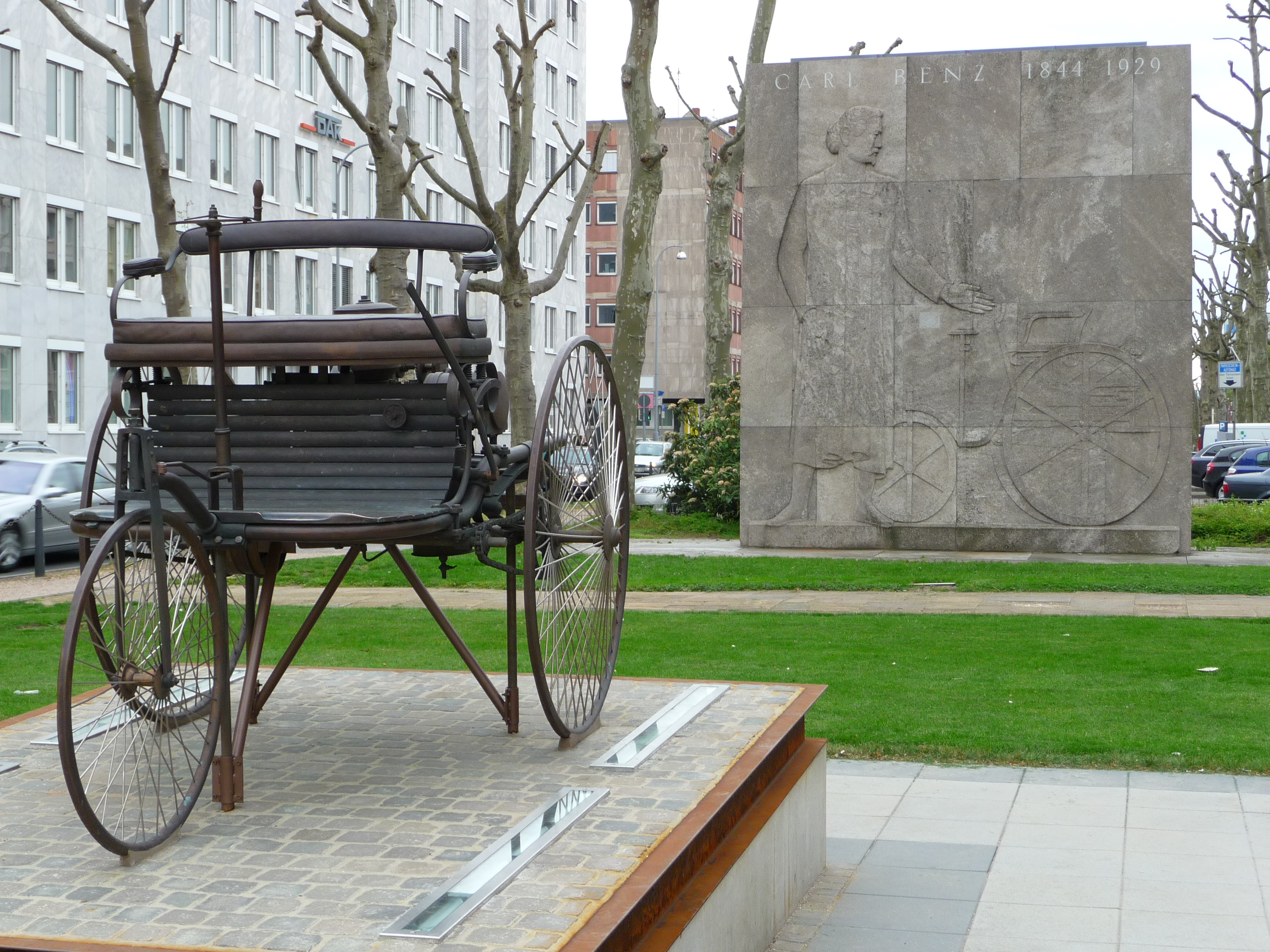
Denkmal für Karl Benz in Mannheim

- Bereits 1914 erhielt Benz anlässlich seines 70. Geburtstags die Ehrendoktorwürde der Technischen Hochschule Karlsruhe, wo der er in den Jahren 1860 bis 1864 bei Ferdinand Redtenbacher und Franz Grashof ein Maschinenbaustudium an der Polytechnischen Schule absolviert hatte.
- Die Benennung einer Straße in Mannheim als „Karl-Benz-Straße“ mit Beschluss von 19. November 1925, erinnert an sein Wirken in dieser Stadt.
- 1926 wurde er zum Ehrenbürger von Ladenburg ernannt.
- Am 20. November 1928 wurde ihm zu seinem 84. Geburtstag für seine Verdienste um den Staat, die Badische Staatsmedaille in Gold verliehen.
- Das Benz-Denkmal in Mannheim wurde erst 1933 für ihn errichtet.

Gesamtübersicht (Namen- und Sachregister, Inhaltsverzeichnis), 235–241

## Ausgaben
- Daimler-Benz Aktiengesellschaft (Hrsg.): Karl Benz und sein Lebenswerk. Dokumente und Berichte. Selbstverlag, Stuttgart-Untertürkheim 1953 (Copyright 1955).